# Bharat Mata (pintura)
[[Categoría:Cuadros de {{{3}}}]]
Bharat Mata es una obra pintada por el pintor indio Abanindranath Tagore en 1905. Sin embargo, el cuadro fue creado por primera vez por Bankim Chandra Chatterjee en la década de 1870. La obra representa a una mujer vestida de azafrán, como una sadhvi, que sostiene un libro, gavillas de arroz, un trozo de tela blanca y una guirnalda (mala) de rudraksha en sus cuatro manos. El cuadro fue la primera representación ilustrada del concepto y se pintó con los ideales de Swadesh durante el gran movimiento de independencia de la India.
Sobrino del poeta y artista indio Rabindranath Tagore, Abanindranath estuvo expuesto desde muy joven a las inclinaciones artísticas de la familia Tagore.
Tagore había estado expuesto al aprendizaje del arte cuando estudió por primera vez en el Sanskrit College de Calcuta en la década de 1880. En sus primeros años, Tagore había pintado en el estilo naturalista europeo, lo que resulta evidente en sus primeros cuadros, como La armería. Hacia 1886 o 1887, Gyanadanandini Devi, pariente de Tagore, organizó un encuentro entre Tagore y E.B Havell, que era el conservador de la Escuela de Arte del Gobierno en Calcuta. El encuentro dio lugar a una serie de intercambios entre Havell y Tagore, en los que Havell ganó un colaborador de arte nativo con ideas en la misma dirección que las suyas, y Tagore ganó un profesor que le enseñaría la "ciencia" de la historia del arte indio. Intentó incorporar a Tagore como vicedirector de la escuela de arte, lo que se encontró con una fuerte oposición en la escuela. Havell tuvo que saltarse muchas de las normas de la escuela para conseguirlo, y toleró muchos de los hábitos de Tagore, como fumar narguile en las aulas y negarse a cumplir los horarios.

## Asunto
Bharat Mata está representada como una mujer divina vestida de azafrán, sosteniendo un libro, gavillas de arroz, un trozo de tela blanca y un rosario en sus cuatro manos. El cuadro tiene una importancia histórica, ya que es una de las primeras visualizaciones de Bharat Mata, o "Madre India" 

## Temas y composición
La obra fue pintada durante el movimiento Swadeshi. El movimiento comenzó como respuesta a la Partición de Bengala (1905), cuando Lord Curzon dividió las zonas orientales de Bengala, mayoritariamente musulmanas, de las zonas occidentales, mayoritariamente hindúes.  En respuesta, los nacionalistas indios que participaban en el movimiento swadeshi resistieron a los británicos boicoteando los bienes e instituciones británicas, celebrando reuniones y procesiones, formando comités y ejerciendo presión diplomática.
La figura central del cuadro sostiene múltiples objetos asociados a la cultura india y a la economía de la India de principios del siglo XX, como un libro, gavillas de arroz, un trozo de tela blanca y una guirnalda. Además, la figura central del cuadro tiene cuatro manos, lo que evoca la imaginería hindú, que equipara las manos múltiples con un inmenso poder.
El cuadro ha sido caracterizado como "un intento de humanización de 'Bharat Mata' donde la madre busca la liberación a través de sus hijos", por Jayanta Sengupta, conservador del Museo de la India en Calcuta, India.

## Después de la finalización
Desde 1905, se han hecho muchas iteraciones de la Bharat Mata en pinturas y otras formas de arte. Sin embargo, la importancia de la pintura original de Tagore sigue siendo reconocida. En 2016, Bharat Mata se expuso en el Victoria Memorial Hall de Calcuta (India).
Sister Nivedita, inspiradora de la Escuela de Arte de Bengala, elogió el cuadro diciendo:
De principio a fin, el cuadro es un llamamiento, en lengua india, al corazón indio. Es la primera gran obra maestra en un nuevo estilo. Si pudiera, lo reimprimiría por decenas de miles y lo esparciría por toda la tierra, hasta que no hubiera una cabaña de campesinos o una choza de artesanos, entre Kedar Nath y el Cabo Comorin, que no tuviera esta representación de Bharat-Mata en algún lugar de sus paredes. Una y otra vez, al contemplar sus cualidades, uno queda impresionado por la pureza y la delicadeza de la personalidad retratada.